# Ferdowsi (film)
Pour plus de détails, voir Fiche technique et Distribution.
Ferdowsi (en persan : فردوسی) est un film iranien d'Abdolhossein Sepanta, sorti en 1934. L’histoire du film est basée sur la vie de Ferdowsi, le grand poète épique iranien et auteur de Shah Nameh.

## Synopsis
Dans la première scène du film, nous voyons Ferdowsi qui par la fenêtre de sa maison regarde tristement le pont ruiné de la ville de Tus. À la cour du sultan Mahmoud Ghaznavi, Ferdowsi récite certaines parties de Shah Nameh. La vieillesse du poète est la fin de son histoire et se passe dans l’isolement et l’amertume. De temps en temps, il entend par sa fenêtre les enfants chanter ses vers de Shah Nameh. La scène finale est celle de sa mort : deux hommes portent son cercueil, et derrière eux seule la fille du poète les suit, larmes à l’œil.

## Fiche technique
- Titre original : Ferdowsi
- Réalisateur et scénariste : Abdolhossein Sepanta
- Producteur : Ardeshir Irani
- Année de sortie : 1934
- Durée : 90 minutes
- Couleur : noir et blanc
- Pays :  Iran
- Langue : persan

## Distribution
- Abdolhossein Sepanta
- Rouhangiz Saminejad
- Nosratolah Mohtasham
- Sohrab Pouri